# Midway Island (Western Australia)
Midway Island ist eine unbewohnte Insel im australischen Bundesstaat Western Australia. Sie ist 1,6 Kilometer vom australischen Festland entfernt.
Die Insel ist 740 Meter lang und 400 Meter breit. In der Nähe liegen die Inseln Greville Island, Lammas Island und Uwins Island.
Im Norden der Insel liegen zwei kleine Sandstrände.